# Сафронов, Пётр Павлович
Пётр Павлович Сафронов (15 апреля 1927, Малый Ломовис, Тамбовская область, СССР — 14 февраля 2018, Москва, Россия) — советский военачальник, генерал-лейтенант авиации (1977), ветеран Великой Отечественной войны, ветеран боевых действий.

## Биография
Родился 15 апреля 1927 года в с. Малый Ломовис Тамбовской обл. В 1944 году окончил Одесскую спецшколу ВВС.
В период с 1944 по 1987 год проходил военную службу на различных должностях в Военно-Воздушных силах СССР, пройдя путь от летчика-инструктора до командующего воздушной армии — командующего авиацией ряда военных округов (ЮГВ, СибВО).
В армии с 1944 года. В 1945 году окончил 11-ю военную авиационную школу первоначального обучения летчиков. В 1945—1947 годы — курсант Сталинградского военного авиационного училища летчиков (г. Новосибирск). В 1949 году окончил Фрунзенское военное авиационное училище летчиков. До 1955 года — лётчик-инструктор. В 1958 году окончил Военно-воздушную академию (Монино). В 1958—1965 годы — на лётно-инструкторской работе в Сызранском полку.
В 1965—1970 годы командир полка, заместитель и командир 303-й истребительной авиационной Смоленской Краснознамённой ордена Суворова дивизии.
В 1972—1974 годы консультант Главкома ВВС и ПВО Ирака, занимался подготовкой высшего командного состава ВВС, организацией боевой подготовки и созданием учебной базы для частей ВВС и ПВО государства.
В 1974—1977 годы — 1-й заместитель командующего 36-й воздушной армией. С 1977 по 1979 год — командующий 36-й воздушной армией.
В 1979—1980 годы — Командующий ВВС Сибирского военного округа. С 1980 по 1983 год участвовал в боевых действиях в должности советника Главкома ВВС и ПВО Афганистана. Дважды (1980—1983, 1987—1988) проходил службу на территории Демократической республики Афганистан в составе ОКВА.
На Афганской войне лично произвёл 276 боевых вылетов на разведку, высадку десанта, бомбо-штурмовые удары, авиационную поддержку войск, перевозку личного состава и грузов. Летал на самолётах: МиГ-15, МиГ-17, МИГ-21, Л-39, Ан-26, Ан-30, на вертолетах: Ми-8, Ми-24, Ми-24.
С 1983 года проходил службу в должности заместителя начальника Военно-воздушной инженерной академии имени Н. Е. Жуковского по оперативно — тактической подготовке.
В 1987 году уволен в запас. Работал старшим преподавателем в данной академии. Доцент (1995).
Проживал в Москве.
Скончался 14 февраля 2018 года в Москве, похоронен на Федеральном военном мемориальном кладбище.

## Награды и достижения
Является автором более 20 опубликованных учебно-методических трудов, учебных пособий и учебников. За свою долголетнюю лётную работу П. П. Сафронов освоил 20 типов самолётов и вертолётов. Имел налет более 4000 часов.
Награждён двумя орденами Красного Знамени, двумя орденами Красной Звезды, орденом «За службу в ВС СССР» 3 ст., медалями СССР и РФ, а также орденом Красного Знамени и медалями Республики Афганистан, орденом Красной Звезды Республики Венгрии, а также медалями других зарубежных государств.